# Lipanum

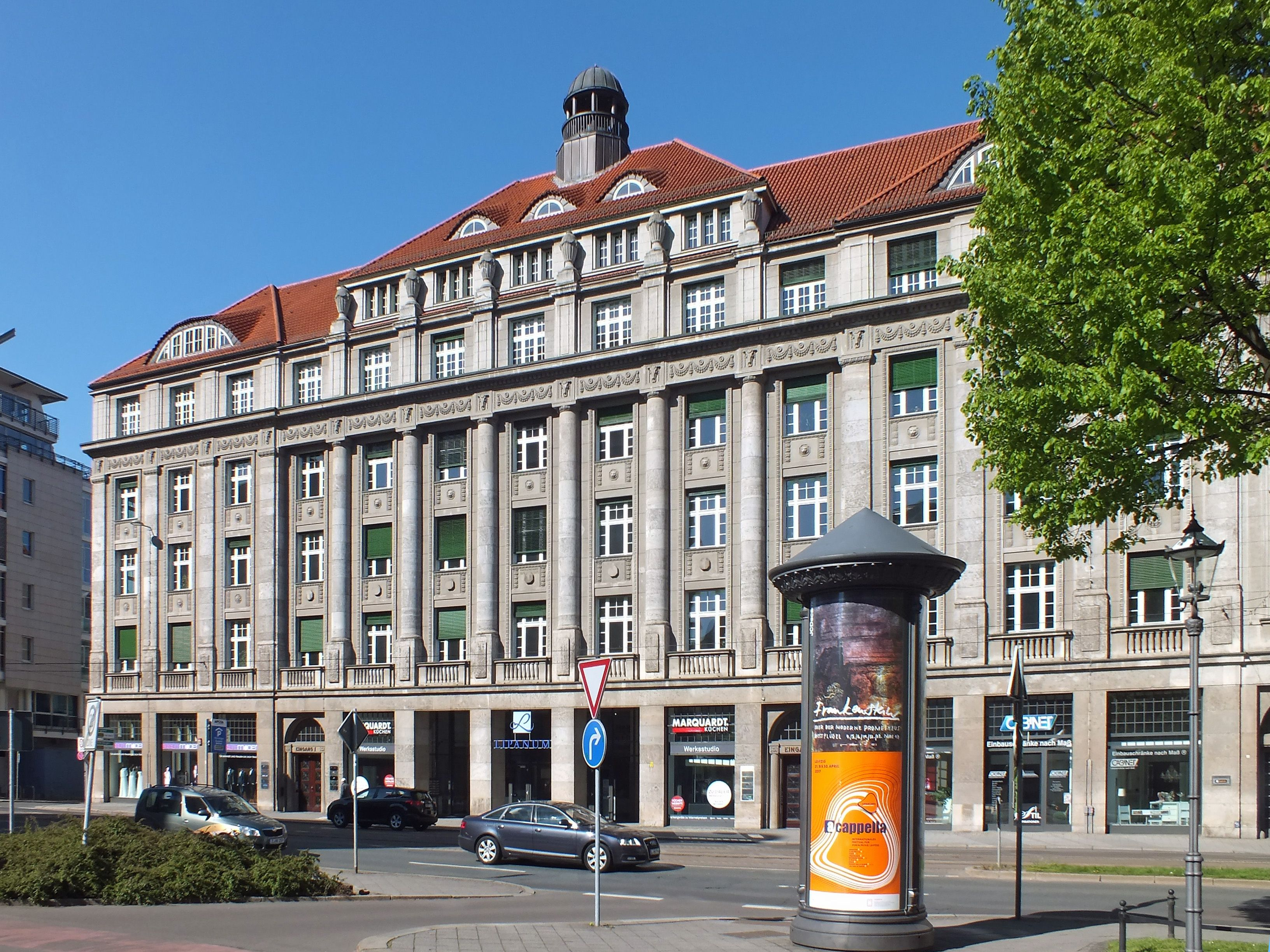
Lipanum (2017)

Das Lipanum ist ein Büro- und Geschäftshaus in Leipzig am Martin-Luther-Ring, dem südwestlichen Teil des Leipziger Innenstadtrings. Das Gebäude steht unter Denkmalschutz.

## Baubeschreibung
Die 59 Meter lange Straßenfront des vierstöckigen Gebäudes besitzt 14 Fensterachsen. Über 13 Achsen herrscht Symmetrie, die 14. stellt den hinter der Front schrägen Anschluss an das nördliche Nachbargebäude her. Die mittleren sieben Achsen sind in drei Obergeschossen leicht zurückgesetzt und durch sechs Säulen gegliedert, die restlichen durch Pfeiler. Vor den Fenstern des ersten Obergeschosses stehen steinerne Balustraden. Über der dritten Etage lagert ein kräftiger Architrav mit Reliefdarstellungen von Festons und Widderköpfen. Über dem massiv ausgebauten ersten Dachgeschoss erhebt sich im Mittelteil ein fünfachsiger Aufbau mit Steinvasen zwischen den Fenstern, der über einen walmartigen Dachverlauf von einem tempelartigen Dachreiter gekrönt wird.
Die jeweils drei äußeren der dreizehn Achsen setzen sich im hinteren Teil des Gebäudes in zwei unterschiedlich langen Seitenflügeln fort, deren Länge durch den hinter dem Gebäude offen verlaufenden Pleißemühlgraben begrenzt wird. Von einem ein Stockwerk niedrigeren Mittelflügel führt in der zweiten Etage ein umschlossener Fußgängerübergang in ein Parkhaus jenseits des Pleißemühlgrabens.
Das Lipanum besitzt 7300 m² Büro- und Geschäftsflächen.

## Geschichte
1787 hatte der Kaufmann Erdmann Traugott Reichel (1748–1832) den ehemaligen Apelschen Garten erworben und errichtete auf dem Gelände mehrere Wohngebäude, eines davon, das sogenannte Vorderhaus mit 41 Fensterachsen, von 1789 bis 1792 direkt an der Straße. Hier wohnte von 1835 bis 1836 Felix Mendelssohn Bartholdy (1809–1847). Der Zugang zu den hinteren Gebäuden führte zunächst durch eine Hausdurchfahrt. Als diese 1890/1891 durch eine Straße ersetzt wurde, musste nahezu die Hälfte des Reichelschen Hauses weichen. 1914 wurde auch der restliche Teil des Vorderhauses für den Bau eines neuen Bürohauses beseitigt. Architekt war Peter Dybwad (1859–1921), der Miterbauer des Reichsgerichtsgebäudes. Es war sein letztes großes Projekt.

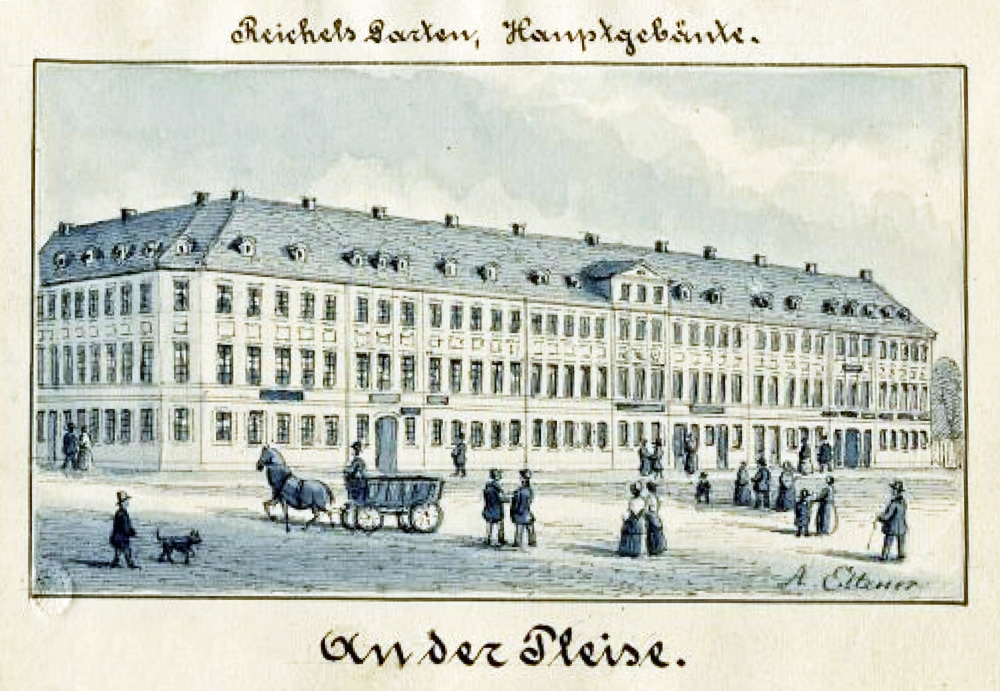
Reichels Vorderhaus um 1860
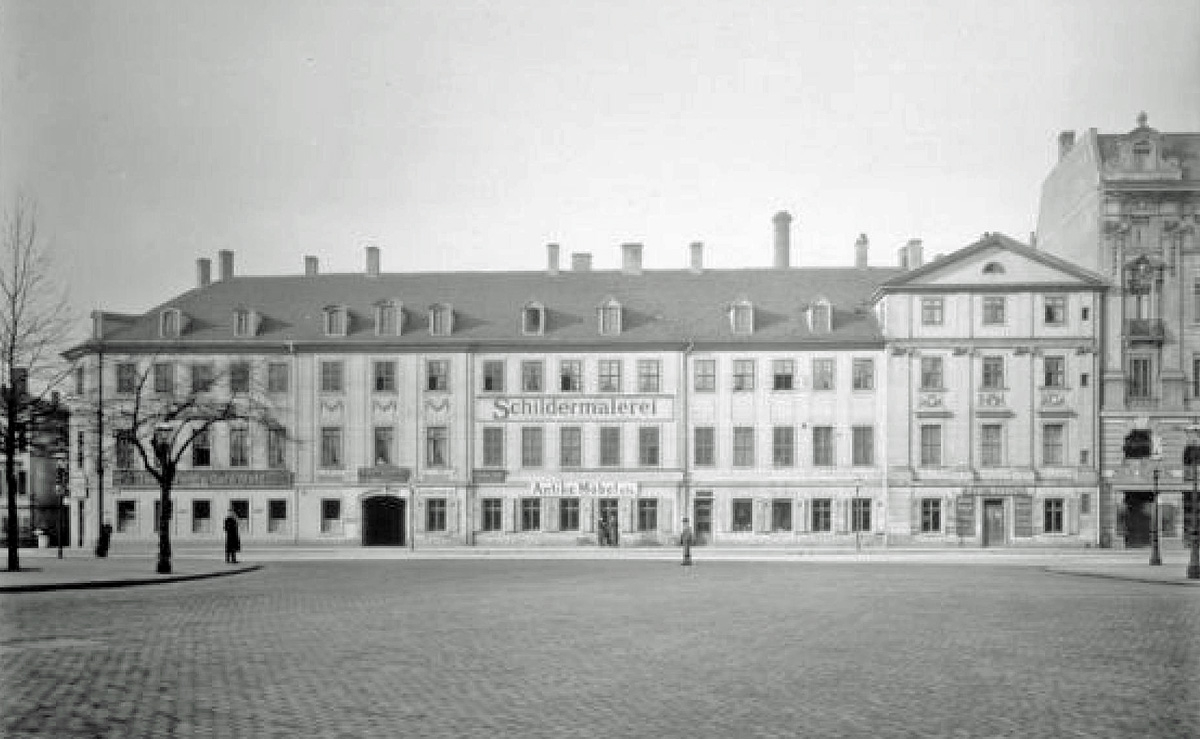
Der Rest des Hauses um 1910
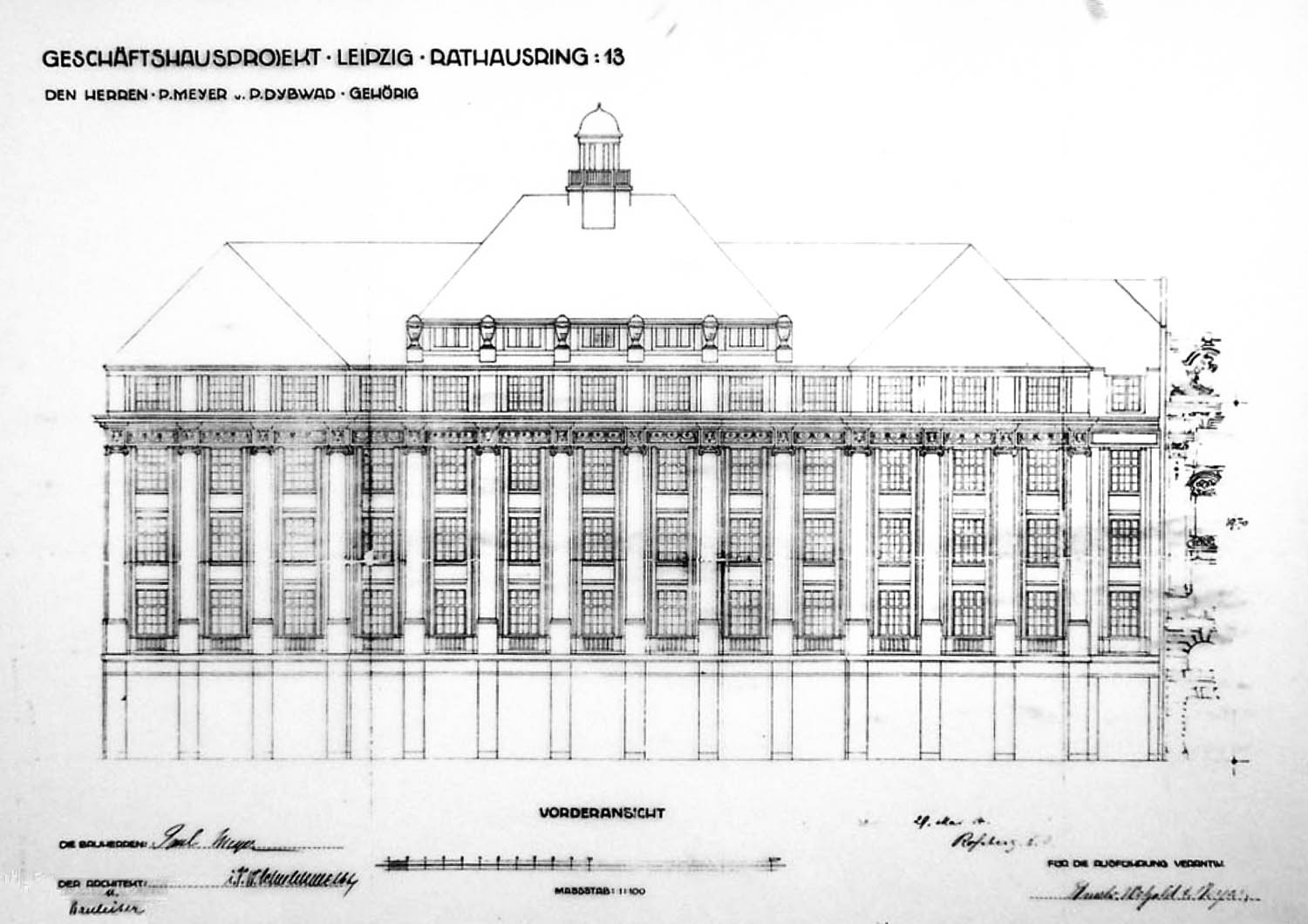
Dybwad-Zeichnung
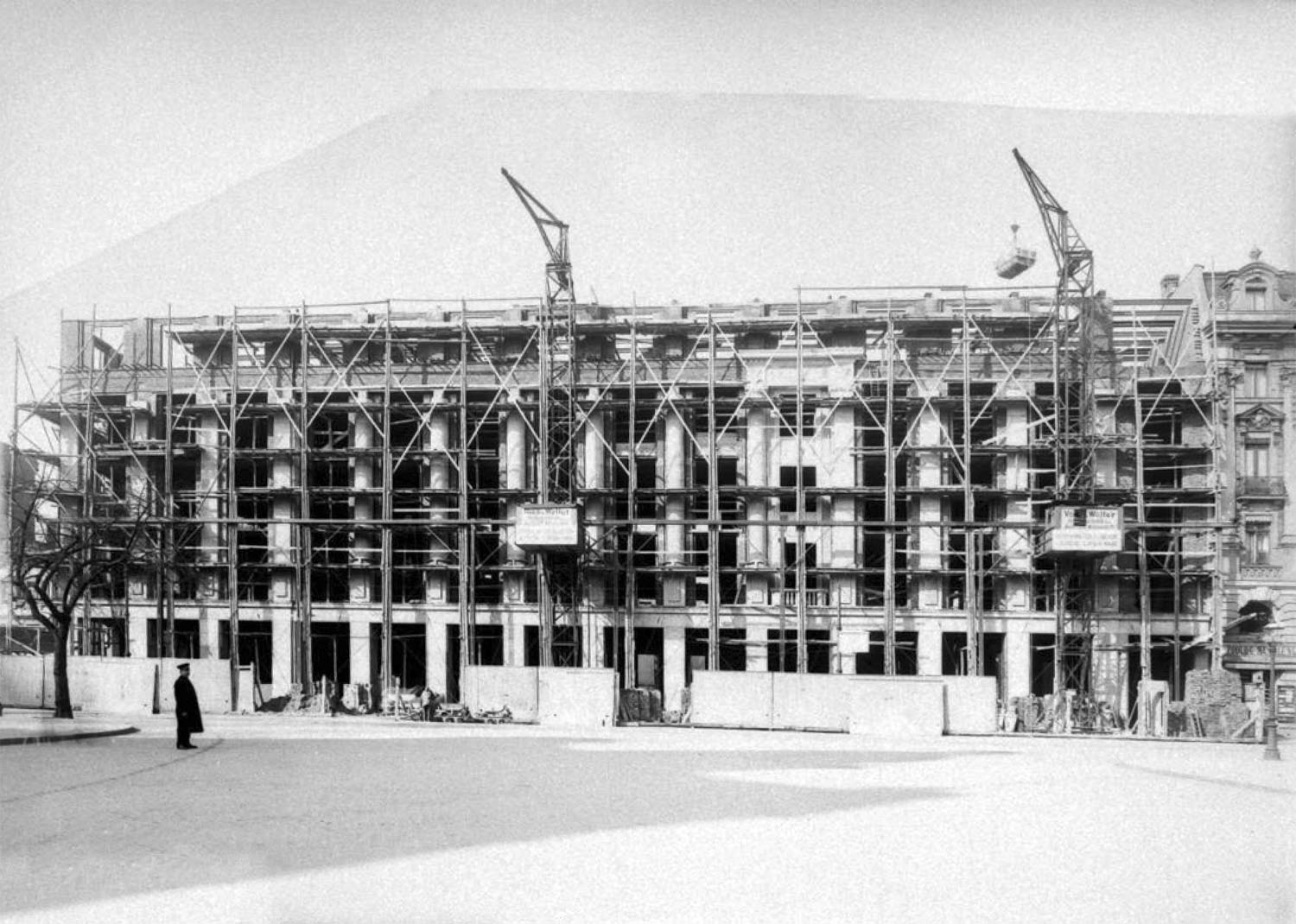
Das Lipanum im Bau (1914/15)
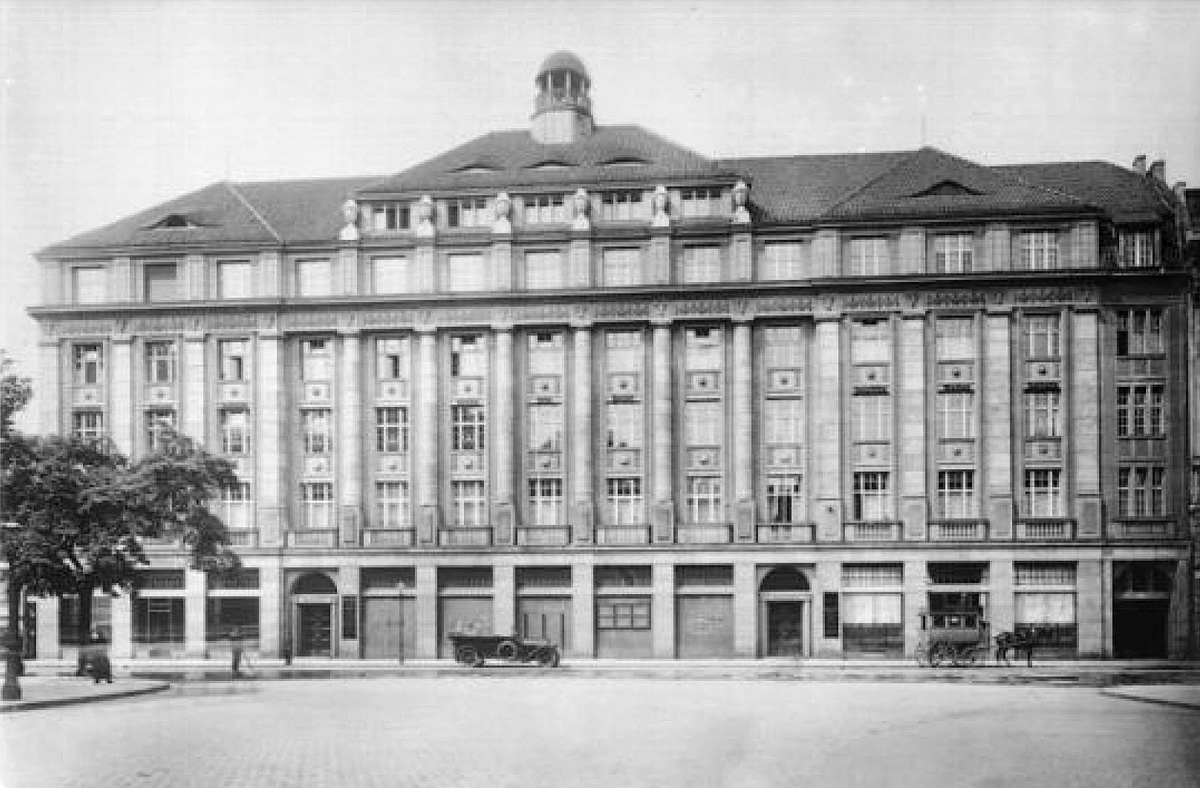
Das Lipanum um 1920

Zu den ersten Mietern in dem 1915 fertiggestellten Gebäude gehörte das Bankhaus Knauth, Nachod & Kühne. Ein weiterer war der auf dem Gebiet der Frauenzeitschriften führende Verlag Otto Beyer, der später in die Elsterstraße umzog und aus dem nach seiner Enteignung 1946 der Verlag für die Frau entstand.
Nach dem Zweiten Weltkrieg befanden sich in dem Hause Büroabteilungen des VEB Geophysik und des Maschinenbaukombinats TAKRAF. 1969 zog die wieder selbständig gewordene Handelshochschule mit einem Großteil ihrer Sektionen ein. Vor ihrer Schließung und Neugründung 1992 gab sie die Räume an die Stadt Leipzig zurück, die inzwischen Eigentümerin des Hauses war. 1995/96 erfolgte eine umfassende Sanierung. Erst jetzt erhielt das Gebäude den Namen „Lipanum“.